# Xylosma panamensis
Xylosma panamensis är en videväxtart som beskrevs av Porphir Kiril Nicolai Stepanowitsch Turczaninow. Xylosma panamensis ingår i släktet Xylosma och familjen videväxter. Inga underarter finns listade i Catalogue of Life.